# Philippe Agostini
Philippe Agostini (Parijs, 11 augustus 1910 - aldaar, 20 oktober 2001) was een Frans cameraman, filmregisseur en scenarioschrijver.

## Leven en werk
Agostini kreeg zijn opleiding aan de école Louis-Lumière. Hij had al wat ervaring opgebouwd voor de Tweede Wereldoorlog als decorateur en toneelregisseur. Zijn carrière als cameraman nam een aanvang in 1934. Hij debuteerde als assistent-cameraregisseur van onder meer Michel Kelber en vervulde die functie tot 1942.
Julien Duviviers drama Un carnet de bal (1937) was de eerste belangrijke film die Agostini hielp in beeld brengen. Hij was ook een van de cameramannen van de klassieker Le jour se lève (1939), een noodlotsdrama van Marcel Carné.
Tijdens de oorlog was hij werkzaam in de fotografische dienst van het leger.
Gedurende zijn ruim twintigjarige carrière als director of photography werkte hij verscheidene keren samen met belangrijke Franse cineasten als Robert Bresson, Marcel Carné, Claude Autant-Lara, Raymond Bernard en Sacha Guitry. Andere grote namen als Max Ophüls, Jean Grémillon, Yves Allégret en Jules Dassin konden eveneens op zijn talent rekenen.
Al in de vroege jaren veertig ontmoette hij zijn latere tweede vrouw, Odette Joyeux, onder meer verscheidene keren op de filmsets van Claude Autant-Lara: in de komedie Le Mariage de Chiffon (1942), in de tragikomedies Lettres d'amour (1942) en Douce (1943), en in de komedie Sylvie et le Fantôme (1946). In diezelfde periode verzorgde hij het camerawerk voor Les Anges du péché (1943) en Les Dames du bois de Boulogne (1945), twee klassieke drama's van Robert Bresson.
In 1956 was hij een van de cameramannen voor Jacques-Yves Cousteau's met de Gouden Palm en de Oscar voor beste documentaire bekroonde onderwaterdocumentaire Le Monde du silence.

### Regisseur
In 1951 nam Agostini voor het eerst zelf plaats in de regisseursstoel. Hij verwezenlijkte vijf lange speelfilms waarvan het op het gelijknamig kortverhaal van Gertrud von Le Fort gebaseerd religieus historisch drama Le Dialogue des carmélites (1960) de bekendste was. Zijn carrière van filmregisseur kwam echter niet van de grond. 
Daarnaast draaide hij enkele documentaires en werkte hij ook voor de televisie tot 1975.
In 1958, lange jaren na hun ontmoeting, huwde Agostini met Odette Joyeux die sinds het begin van de jaren vijftig nog maar sporadisch op het grote scherm te zien was. Ze gaf voorrang aan haar literaire carrière. Agostini deed een beroep op haar talent voor het scenario van enkele van zijn televisie- en bioscoopfilms. Samen met haar maakte hij van meerdere van haar romans ook televisiefeuilletons. 
Behalve voor zijn eigen films schreef Agostini eveneens het scenario voor de komedie La mariée est trop belle (1956), een vroege Brigitte Bardot-film, gebaseerd op de gelijknamige roman van Joyeux.

### Privéleven
Uit een eerste huwelijk had Agostini twee zonen, Yves Agostini en Claude Agostini, die beiden cameraman werden. In 1958 trouwde hij voor de tweede keer, met de actrice en schrijfster Odette Joyeux, de ex-echtgenote (1935-1945) van Pierre Brasseur en de moeder van Claude Brasseur. Agostini en Joyeux bleven gehuwd tot aan haar overlijden in 2000. 
Agostini overleed in 2001 op 91-jarige leeftijd.

## Filmografie

### Cameraman (selectie)
- 1936 - Hélène (Jean Benoît-Lévy en Marie Epstein)
- 1936 - Aventure à Paris (Marc Allégret)
- 1937 - Un carnet de bal (Julien Duvivier)
- 1938 - Hercule (Alexandre Esway en Carlo Rim)
- 1938 - La Tragédie impériale (Marcel L'Herbier)
- 1938 - J'étais une aventurière (Raymond Bernard)
- 1938 - Le Ruisseau (Maurice Lehmann en Claude Autant-Lara)
- 1939 - Le jour se lève (Marcel Carné)
- 1942 - Le Mariage de Chiffon (Claude Autant-Lara)
- 1942 - Lettres d'amour (Claude Autant-Lara)
- 1943 - Les Deux Timides (Yves Allégret)
- 1943 - Les Anges du péché (Robert Bresson)
- 1943 - Douce (Claude Autant-Lara)
- 1944 - Premier de cordée (Louis Daquin)
- 1945 - Les Dames du bois de Boulogne (Robert Bresson)
- 1946 - Sylvie et le Fantôme (Claude Autant-Lara)
- 1946 - Leçon de conduite (Gilles Grangier)
- 1946 - Les Portes de la nuit (Marcel Carné)
- 1949 - Pattes blanches (Jean Grémillon)
- 1950 - Julie de Carneilhan (Jacques Manuel)
- 1951 - Topaze (Marcel Pagnol)
- 1951 - La nuit est mon royaume (Georges Lacombe)
- 1952 - Le Plaisir (Max Ophüls) (episode Le Modèle)
- 1953 - Leur dernière nuit (Georges Lacombe)
- 1953 - La Dame aux camélias (Raymond Bernard)
- 1953 - La Belle de Cadix (Raymond Bernard)
- 1954 - Châteaux en Espagne (El Torero) (René Wheeler)
- 1955 - Du rififi chez les hommes (Jules Dassin)
- 1956 - Si Paris nous était conté (Sacha Guitry)
- 1956 - Le Monde du silence (Jacques-Yves Cousteau en Louis Malle)
- 1956 - Le Pays d'où je viens (Marcel Carné)
- 1956 - Paris, Palace Hôtel (Henri Verneuil)
- 1957 - Les trois font la paire (Sacha Guitry)

### Regisseur
- 1951 - Le Château du carrefour (televisiefilm)
- 1953 - La Nuit de Pâques (middellange film)
- 1953 - Ordinations (korte film)
- 1958 - Le Naïf aux quarante enfants
- 1960 - Tu es Pierre (documentaire)
- 1960 - Le Dialogue des carmélites
- 1962 - Rencontres
- 1963 - La Soupe aux poulets
- 1964 - Le Vrai Visage de Thérèse de Lisieux (documentaire korte film)
- 1966 - L'Âge heureux (achtdelige televisieserie)
- 1967 - La Bonne Peinture (televisiefilm)
- 1969 - Le Trésor des Hollandais (dertiendelige televisieserie, vervolg op L'Âge heureux)
- 1971 - La Petite Fille à la recherche du printemps
- 1973 - Témoignages (één episode van de veertigdelige televisieserie)
- 1973 - Le Monde merveilleux de Paul Gilson
- 1975 - L'Âge en fleur (zestiendelige televisieserie, vervolg op L'Âge heureux)

### Scenarioschrijver
- 1956 - La mariée est trop belle (Pierre Gaspard-Huit)
- 1958 - Le Naïf aux quarante enfants
- 1960 - Le Dialogue des Carmélites
- 1962 - Rencontres
- 1964 - Le Vrai Visage de Thérèse de Lisieux
- 1967 - La Bonne Peinture
- 1975 - L'Âge en fleur

## Prijs
- 1949 - Pattes blanches : prijs voor de beste combinatie van montage en fotografie op het Internationaal Filmfestival van Locarno

- Biblioteca Nacional de España: XX1710093
- Bibliothèque nationale de France: cb14653094p (data)
- CiNii: DA14270171
- Gemeinsame Normdatei: 140544577
- International Standard Name Identifier: 0000 0001 2098 9379
- Library of Congress Control Number: no93005358
- Nationale Bibliotheek van Tsjechië: jx20110204001
- Nationale Bibliotheek van Israël: 987007363564305171
- SNAC: w6sx8hdw
- Système universitaire de documentation: 02824852X
- Virtual International Authority File: 7647848
- WorldCat: E39PBJkXtqjPPKPFTw8mH49MT3